# Torsten Fendt
Torsten Fendt (* 20. Januar 1977 in München) ist ein ehemaliger deutscher Eishockeyspieler, der unter anderem für die Augsburger Panther und Iserlohn Roosters in der Deutschen Eishockey Liga (DEL) aktiv war. Seit 2014 ist er als Trainer im Nachwuchsbereich des Augsburger EV tätig.

## Karriere
Torsten Fendt begann seine Karriere mit 17 Jahren bei den Augsburger Panthern in der Deutschen Eishockey Liga. In der Saison 1994/95 kam er auf 25 Partien in der höchsten deutschen Liga und spielte noch bis 1996 in der Junioren-Bundesliga für die Jungpanther. Während der Saison 1997/98 wechselte der Verteidiger in die zweitklassige 1. Liga zum Iserlohner EC. Auch nach dem Aufstieg in die DEL blieb er im Team und kam auf regelmäßige Einsätze bei den Sauerländern. 2002 wechselte Fendt zurück zu den Augsburger Panthern. In den folgenden sechs Jahren gehörte er zu den zuverlässigsten Spielern und wurde auch zum Kapitän ernannt. Der größte Erfolg in dieser Zeit war die Qualifikation für die Play-offs in der Saison 2004/05. 2008 unterschrieb der Verteidiger bei den Heilbronner Falken aus der 2. Bundesliga. Mit den Falken unterlag er im Viertelfinale der Play-offs den Lausitzer Füchsen. Nach der Saison 2013/14 beendete er seine aktive Spielerkarriere.

### Trainerlaufbahn
Seit dem Ende seiner Spielerkarriere ist Fendt als Nachwuchs-Cheftrainer des Augsburger EV für die Weiterentwicklung des Junioren-Programms verantwortlich. Zugleich trainierte er ab 2014 Mannschaften verschiedener Altersklassen. Ab 2019 war er Co-Trainer des U20-Teams in der Deutschen Nachwuchsliga. In der Saison 2023/24 ist er für die U11-Mannschaft zuständig.

## Erfolge und Auszeichnungen
- 2000 DEL-Aufstieg mit dem Iserlohner EC

## Karrierestatistik
(Legende zur Spielerstatistik: Sp oder GP = absolvierte Spiele; T oder G = erzielte Tore; V oder A = erzielte Assists; Pkt oder Pts = erzielte Scorerpunkte; SM oder PIM = erhaltene Strafminuten; +/− = Plus/Minus-Bilanz; PP = erzielte Überzahltore; SH = erzielte Unterzahltore; GW = erzielte Siegtore; 1 Play-downs/Relegation; Kursiv: Statistik nicht vollständig)